# Akira Ifukube
Akira Ifukube (31 mai 1914 – 8 février 2006) est un compositeur japonais de musique classique et de musique de film, surtout connu pour son travail sur la bande-son des films de Godzilla.

## Biographie
Akira Ifukube naît à Kushiro sur l'île japonaise d'Hokkaidō. Il est le troisième enfant d'un prêtre shintoïste. La majeure partie de son enfance se déroule dans une région habitée par des Japonais et des Aïnous que son père fréquente, ce qui est contraire aux usages des Japonais de l'époque.
Akira Ifukube est fortement influencé par les traditions musicales des deux peuples et il étudie le violon et le shamisen. Sa première rencontre avec la musique classique a lieu à son entrée à l'école secondaire à Sapporo, capitale d'Hokkaido. La légende veut qu'Akira Ifukube ait décidé de composer à l'âge de quatorze ans, après avoir entendu une radiodiffusion du Sacre du printemps d'Igor Stravinsky (il citera aussi Manuel de Falla comme l'un de ses inspirateurs.).
Akira Ifukube poursuit ensuite des études de sylviculture à l'université de Hokkaidō et compose à ses moments perdus. Il sera ensuite reconnu comme le premier d'une série de compositeurs japonais autodidactes, tel Toru Takemitsu et Takashi Yoshimatsu. Sa première pièce, Suite Bon Odori, est pour piano solo. Ce morceau est dédié au pianiste George Copeland qui vivait en Espagne. Atsushi Miura, musicologue et ami de Ifukube à l'université envoie une lettre de fan à Copeland. Copeland répond : « C'est merveilleux que vous ayez écouté mon disque alors vous vivez au Japon de l'autre côté de la Terre. J'imagine que vous pouvez composer. Envoyez-moi des partitions pour piano. » Alors Miura qui ne compose pas présente Ifukube et son morceau à Copeland. Copeland promet de le jouer mais la correspondance s'arrête là à cause de la guerre d'Espagne.
Akira Ifukube perce en 1935 quand sa première composition pour orchestre, Rhapsodie japonaise, gagne le premier prix dans un concours international de jeunes compositeurs organisé par Alexandre Tcherepnine. L'année suivante, il étudie les compositions occidentales modernes, pendant que Tcherepnin visite le Japon. En 1938, sa Suite pour Piano obtient une mention honorable au festival ICSM de Venise. À la fin des années 1930, sa musique est souvent jouée en Europe, notamment la Rhapsodie japonaise.
Après la fin de ses études à l'université, il travaille comme officier des forêts où il gère le bois de construction. Vers la fin de la Seconde Guerre mondiale, il est utilisé par l'armée impériale japonaise pour étudier l'élasticité et la résistance aux vibrations du bois. Il y subira une exposition à des radiations par le travail sans protection avec des rayons X (économies budgétaires faites à la fin de la guerre). C'est alors qu'il doit abandonner le travail en forêt et devenir un compositeur professionnel et enseignant. Il passera quelque temps à l'hôpital à cause des radiations qu'il a subies. Sa surprise sera sans doute de taille quand ce sera précisément une de ses marches diffusée à la radio qui introduira l'arrivée du général Douglas MacArthur pour ratifier la reddition japonaise.
De 1945 à 1953, il enseigne à l'École de musique de Tokyo (université des arts de Tokyo), période à laquelle il compose sa première musique de film pour The End of the Silver Mountains (1947). Dans les quinze années suivantes, il compose plus de 250 musiques de film, dont la plus remarquée est sans doute celle de Godzilla (1954) ainsi que King Kong contre Godzilla (1962). Akira Ifukube crée aussi le rugissement de Godzilla - produit en frottant un gant de cuir recouvert de résine sur les cordes détendues d'une contrebasse - et ses bruits de pas (en frappant un boîtier d'amplificateur).
Malgré sa réussite financière avec la musique de film, son premier amour reste la composition de musique classique. En 1974, il retourne enseigner au Collège de musique de Tokyo et devient président du collège l'année suivante. En 1987, il démissionne pour devenir président du Collège du département d'ethnomusicologie.
Il publiera Orchestration, un important ouvrage (1 000 pages) de théorie musicale.
Le gouvernement japonais l'a décoré de l'ordre de la Culture et de l'ordre du Trésor sacré.
Il est mort à Tokyo à l'hôpital Meguro-ku d'un syndrome de défaillance multiviscérale à l'âge de 91 ans.

## Filmographie films
- 1950 : Écoutez les grondements de l'océan (日本戦歿学生の手記 きけ、わだつみの声, Nihon senbotsu gakusei shuki kike wadatsumi no koe?) de Hideo Sekigawa
- 1950 : La Bête blanche (白い野獣, Shiroi yaju?) de Mikio Naruse
- 1951 : Les Habits de la vanité (偽れる盛装, Itsuwareru seiso?) de Kōzaburō Yoshimura
- 1951 : La Vie d'un travailleur du rail (鉄路に生きる, Tetsuro ni ikiru?) de Hideo Sekigawa[1]
- 1953 : Hiroshima (ひろしま?) de Hideo Sekigawa
- 1954 : Godzilla (Gojira) d'Ishirō Honda
- 1955 : Les Loups (狼, Okami?) de Kaneto Shindō
- 1956 : La Harpe de Birmanie de Kon Ichikawa
- 1956 : Godzilla, King of the Monsters! d'Ishirō Honda et Terry Morse
- 1956 : Rodan (Sora no daikaijû Radon) d'Ishirō Honda
- 1956 : Ombres en plein jour (真昼の暗黒, Mahiru no ankoku?) de Tadashi Imai
- 1957 : Prisonnière des Martiens (Chikyu Boeigun) d'Ishirō Honda
- 1957 : Une histoire d'Osaka (大阪物語, Osaka Monogatari) de Kōzaburō Yoshimura
- 1958 : La tristesse est aux femmes (悲しみは女だけに, Kanashimi wa onna dakeni?) de Kaneto Shindō
- 1958 : Les Tambours de la nuit (夜の鼓, Yoru no tsuzumi?) de Tadashi Imai
- 1958 : Baran, le monstre géant (Daikaijû Baran) d'Ishirō Honda
- 1959 : Battle in Outer Space (Uchū Daisensō) d'Ishirō Honda
- 1959 : Le Sifflement de Kotan (コタンの口笛, Kotan no kuchibue) de Mikio Naruse
- 1959 : La Naissance du Japon (日本誕生, Nippon Tanjō?)  de Hiroshi Inagaki
- 1961 : Récits du château d'Osaka (大阪城物語, Ōsaka-jō monogatari?) de Hiroshi Inagaki
- 1961 : La Légende de Musashi Miyamoto (Musashi Miyamoto) de Tomu Uchida
- 1962 : La Légende de Zatoïchi : Le Masseur aveugle (座頭市物語, Zatōichi monogatari?) de Kenji Misumi
- 1962 : King Kong vs Gozilla (Kingu Kongu tai Gojira) d'Ishirō Honda
- 1963 : Atragon (Kaitei Gunkan) d'Ishirō Honda
- 1964 : Mothra contre Godzilla (Mosura tai Gojira) d'Ishirō Honda
- 1964 : Dogora, the Space Monster (Uchu daikaijû Dogora) d'Ishirō Honda
- 1964 : Ghidrah, le monstre à trois têtes (San daikaijû: Chikyu saidai no kessen) d'Ishirō Honda
- 1965 : Frankenstein vs. Baragon (Furankenshutain tai chitei kaijû Baragon) d'Ishirō Honda
- 1965 : Invasion Planète X (Kaijû daisenso) d'Ishirō Honda
- 1965 : La Légende de Zatoïchi : Voyage en enfer (座頭市地獄旅, Zatōichi jigoku tabi?) : Kenji Misumi
- 1966 : Majin (Daimajin) de Kimiyoshi Yasuda
- 1966 : La Guerre des monstres (Furankenshutain no kaijû: Sanda tai Gaira) d'Ishirō Honda
- 1966 : Le Combat final de Majin (Daimajin ikaru) de Kenji Misumi
- 1966 : Le Retour de Majin (Daimajin gyakushû) de Kazuo Mori
- 1967 : La Revanche de King Kong (Kingukongu no gyakushu) d'Ishirō Honda
- 1968 : Les Envahisseurs attaquent (Kaijû sôshingeki) d'Ishirō Honda
- 1969 : Chō kōsō no akebono (超高層のあけぼの?) de Hideo Sekigawa
- 1969 : Le Temple du démon (鬼の棲む舘, Oni no sumu yakata?) de Kenji Misumi
- 1969 : Latitude Zero (Ido zero daisakusen) d'Ishirō Honda
- 1970 : Les Envahisseurs de l'espace (Gezora Ganime Kameba: Kessen! Nankai no daikaijû) d'Ishirō Honda
- 1972 : Godzilla vs Gigan (Chikyû kogeki meirei: Gojira tai Gaigan) de Jun Fukuda
- 1974 : Les Derniers samouraïs (Okami yo rakujitsu o kire) de Kenji Misumi
- 1975 : Mechagodzilla contre-attaque (Mekagojira no gyakushu) d'Ishirō Honda
- 1991 : Godzilla vs King Ghidorah (Gojira tai Kingu Gidorâ) de Kazuki Ōmori
- 1992 : Godzilla vs Mothra (Gojira tai Mosura) de Takao Okawara
- 1993 : Godzilla vs Mechagodzilla 2 (Gojira VS Mekagojira) de Takao Okawara
- 1995 : Godzilla vs Destroyah (Gojira VS Desutoroia) de Takao Okawara